# LeRoy Butler
Pour les articles homonymes, voir Butler.
Pro Football Hall of Fame 2022
(en) Statistiques sur pro-football-reference
LeRoy Butler III, né le 19 juillet 1968 à Jacksonville (Floride), est un joueur de football américain ayant évolué au poste de safety.

## Biographie
LeRoy Butler grandit à Jacksonville en Floride dans une famille de cinq enfants. Enfant harcelé, il peine à marcher et à lire.
Après avoir effectué sa carrière universitaire à l'université d'État de Floride, il fut drafté en 1990 à la 48e place (deuxième tour) par les Packers de Green Bay. Il a fait toute sa carrière dans cette franchise. Le 26 décembre 1993, il attrape un fumble et le retourne dans l'en-but adverse pour marquer un touchdown. Il célèbre son action en sautant dans la tribune du Lambeau Field et invente le Lambeau Leap (en), une célébration emblématique des Packers qui a sa statue devant le stade depuis 2014.
LeRoy Butler remporte face aux Patriots de la Nouvelle-Angleterre le Super Bowl XXXI (saison NFL 1996, joué en 1997). Il fut sélectionné quatre fois au Pro Bowl en 1993, 1996, 1997 et 1998. Désigné par les votants du Pro Football Hall of Fame, il fait partie de l'équipe NFL de la décennie 1990. Il est introduit au Pro Football Hall of Fame en 2022.
Millionnaire pendant sa carrière, un divorce et des années à aider financièrement ses proches le fait vivre dans une maison modeste de Milwaukee après sa carrière sportive. Il travaille dans une radio locale pour laquelle il anime une émission et a lancé différentes produits commerciaux comme la Leap Vodka. Père de six filles et un garçon, l’ancien joueur de football américain se remarie en 2019.